# Барон Шеффілд

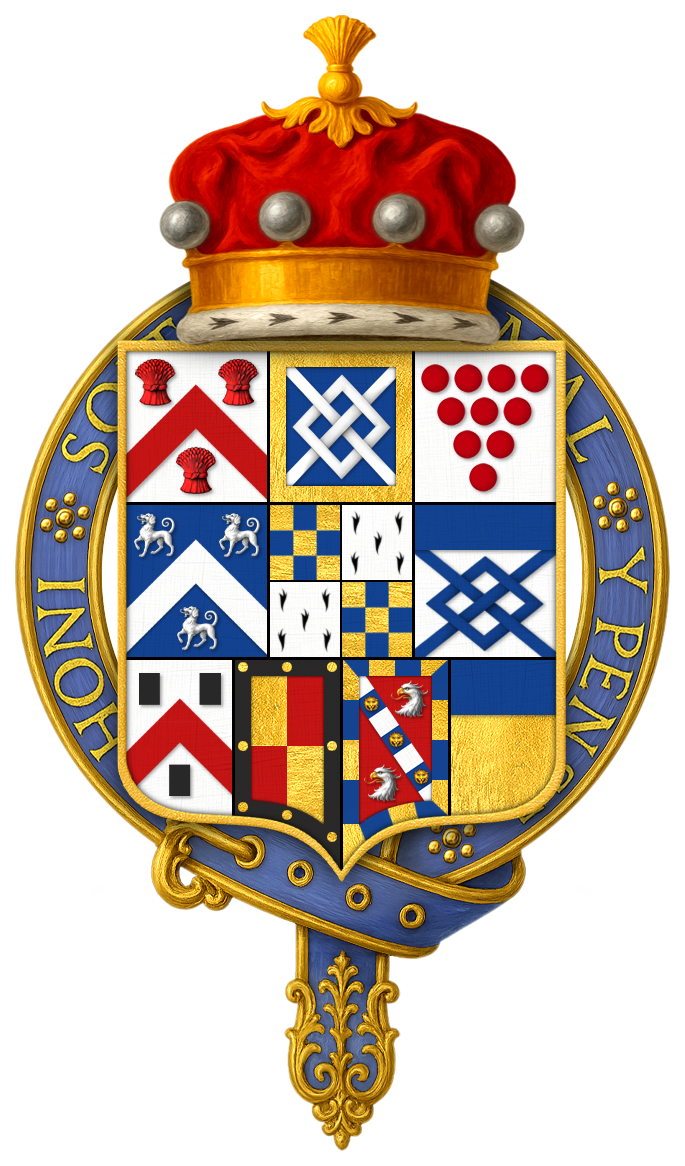
Герб баронів Шеффілд.

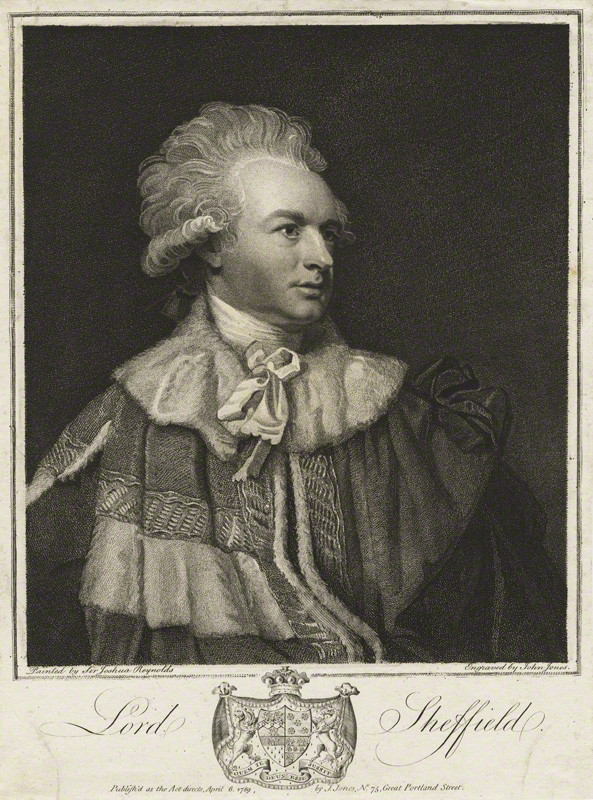
Джон Бейкер-Голройд (1735 – 1821) - І граф Шеффілд, І барон Шеффілд.

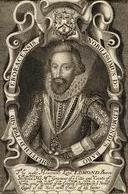
Едмунд Шеффілд(1735 – 1821) - І граф Малгрейв.

Барон Шеффілд (англ. - Baron Sheffield) – аристократичний титул в Ірландії, Англії, Великій Британії. Цей титул створювався чотири рази: один раз у перстві Англії, два рази в перстві Ірландії та один раз у перстві Сполученого Королівства Великої Британії та Ірландії. 

## Історія баронів Шеффілд
Перше створення – титул барон Шеффілд з Баттервіку – створений  в перстві Англії в 1547 році для Едмунда Шеффілда (1521 – 1549) – троюрідного брата короля Англії Генріха VIII. Едмунд Шеффілд був убитий в Норвічі під час повстання Кетта. Його онук – ІІІ барон Шеффілд отримав титул графа Малгрейв у 1626 році, а ІІІ граф Малгрейв отримав титул герцога Бекінгем і Норманбі. Але в 1735 році, після смерті ІІ герцога Бекінгемського і Норманбійського всі титули вимерли, оскільки не залишилося їх спадкоємців.
Наступні три творіння були для однієї особи – Джона Бейкера-Холройда (1735 – 1821). У 1781 році під час другого створення титулу він отримав титул барона Шеффілд з Даннамора, що в графстві Міт, в Ірландії. Цей титул був створений для спадкоємців чоловічої статі. Через два роки, у 1783 році, Джон Бейкер-Холройд отримав титул внаслідок третього створення титулу, коли він став бароном Шеффілдом з Роскоммон, що в графстві Роскоммон, також в Ірландії, для його спадкоємців чоловічої статі. Під час четвертого створення титулу у 1802 році титул отримав Джон Бейкер-Холройд, що став бароном Шеффілд з Шеффілда, що в графстві Йорк, Велика Британія. У 1816 році той же Джон Бейкер-Холройд отримав титули граф Шеффілд та віконт Певенсі в Ірландії. Останні титули були створені для його нащадків чоловічої статі. Його спадкоємцем став його син від другого шлюбу. Після смерті в 1909 році ІІІ графа Шеффілда його графство, віконтство Певенсі та баронство Шеффілд 1781 і 1802 років вимерли. Однак титул барона Шеффілд успадкував у 1783 року Едвард Стенлі – IV барон Стенлі з Олдерлі, що також був ІІІ  бароном Еддісбері, а тепер став IV бароном Шеффілд. IV барон Шеффілд був онуком леді Марії Джозефи Голройд, дочки I графа Шеффілд. Ці титули залишаються збереженими. 

## Барони Шеффілд, перше створення (1547)
- Едмунд Шеффілд (1521 – 1549) – І барон Шеффілд
- Джон Шеффілд (бл. 1538 – 1568) – ІІ барон Шеффілд
- Едмунд Шеффілд, 3-й барон Шеффілд (бл. 1564 – 1646) – ІІІ барон Шеффілд, отримав титул графа Малгрейв у 1626 році.

## Барони Шеффілд, друге і четверте створення (1781; 1802), графи Шеффілд (1816)
- Джон Бейкер-Голройд (1735 – 1821) - І граф Шеффілд, І барон Шеффілд
- Джордж Август Фредерік Чарльз Голройд (1802 – 1876) - ІІ граф Шеффілд, ІІ барон Шеффілд
- Фредрік Генрі Стюарт Голройд (1827 – 1829) - віконт Певенсі
- Генрі Норт Голройд (1832 – 1909) - ІІІ граф Шеффілд, ІІІ барон Шеффілд

## Барони Шеффілд, третє створення (1783)
- Джон Бейкер-Голройд (1735 – 1821) - І граф Шеффілд, І барон Шеффілд
- Джордж Август Фредерік Чарльз Голройд (1802 – 1876) - ІІ граф Шеффілд, ІІ барон Шеффілд
- Генрі Норт Голройд (1832 – 1909) - ІІІ граф Шеффілд, ІІІ барон Шеффілд
- Едвард Люльф Стенлі (1839 – 1925) - IV барон Стенлі з Олдерлі, ІІІ барон Еддісбері, IV барон Шеффілд, відомий як лорд Стенлі.
- Артур Люльф Стенлі (1875 – 1931) - V барон Стенлі з Олдерлі, IV барон Еддісбері, V барон Шеффілд, відомий як лорд Стенлі.
- Едвард Джон Стенлі (1907 – 1971) - VI барон Стенлі з Олдерлі, V барон Еддісбері, VI барон Шеффілд, відомий як лорд Стенлі.
- Люльф Генрі Віктор Оуен Стенлі (1915 – 1971) - VII барон Стенлі з Олдерлі, VI барон Еддісбері, VII барон Шеффілд, відомий як лорд Шеффілд.
- Томас Генрі Олівер Стенлі (1927 – 2013) - VIII барон Стенлі з Олдерлі, VII барон Еддісбері, VIII барон Шеффілд, відомий як лорд Стенлі.
- Річард Олівер Стенлі (1956 р. н.) - IX барон Стенлі з Олдерлі, VIII барон Еддісбері та IX барон Шеффілд.

Імовірним спадкоємцем є брат теперішнього власника титулу - Чарльз Ернест Стенлі (1960 р. н.).